# Lara Omerzu
Lara Omerzu (* 10. Februar 1998 in Krška Vas) ist eine slowenische Leichtathletin, die sich auf den Hochsprung spezialisiert hat.

## Sportliche Laufbahn
Erste internationale Erfahrungen sammelte Lara Omerzu beim Europäischen Olympischen Jugendfestival (EYOF) 2013 in Utrecht, bei dem sie mit übersprungenen 1,77 m die Bronzemedaille gewann. Im Jahr darauf brachte sie bei den Juniorenweltmeisterschaften in Eugene in der Qualifikation keinen gültigen Versuch zustande und startete anschließend bei den Olympischen Jugendspielen in Nanjing und belegte dort mit 1,75 m den siebten Platz. 2015 gelangte sie bei den Jugendweltmeisterschaften in Cali mit 1,75 m auf Rang neun und im Jahr darauf wurde sie bei den U20-Weltmeisterschaften in Bydgoszcz mit 1,79 m Zwölfte. 2017 siegte sie mit 1,80 m bei den U20-Balkan-Hallenmeisterschaften in Istanbul und belegte kurz darauf bei den Balkan-Hallenmeisterschaften in Belgrad mit 1,83 m den vierten Platz. Ende Juli klassierte sie sich bei den U20-Europameisterschaften in Grosseto mit 1,76 m auf dem zehnten Platz. Im Herbst begann sie ein Studium an der University of Nebraska und schloss dieses 2019 ab. 2022 belegte sie bei den Balkan-Hallenmeisterschaften in Istanbul mit 1,83 m den sechsten Platz und gelangte im Juni bei den Freiluftmeisterschaften in Craiova mit 1,80 m auf Rang fünf.
In den Jahren von 2014 bis 2017 wurde Omerzu slowenische Meisterin im Hochsprung.

## Persönliche Bestleistungen
- Hochsprung: 1,84 m, 14. Juli 2021 in Novo Mesto
  - Hochsprung (Halle): 1,86 m, 4. Februar 2017 in Celje (slowenischer U20-Rekord)